# An Airplane Carried Me to Bed
An Airplane Carried Me to Bed  je první (a zatím jediné) studiové album od americké skupiny Sky Sailing. Vyšlo 13. července 2007 a obsahuje 11 skladeb.

## Seznam skladeb
| An Airplane Carried Me To Bed | An Airplane Carried Me To Bed       | An Airplane Carried Me To Bed |
| Pořadí                        | Název                               | Délka                         |
| ----------------------------- | ----------------------------------- | ----------------------------- |
| 1.                            | Captains of the Sky                 | 2:43                          |
| 2.                            | Brielle                             | 4:06                          |
| 3.                            | Steady As She Goes                  | 2:36                          |
| 4.                            | Explorers                           | 4:10                          |
| 5.                            | A Little Opera Goes a Long Way      | 3:48                          |
| 6.                            | Tennis Elbow                        | 3:45                          |
| 7.                            | Blue and Red                        | 3:39                          |
| 8.                            | Alaska                              | 2:36                          |
| 9.                            | I Live Alone                        | 4:04                          |
| 10.                           | Take Me Somewhere Nice              | 2:47                          |
| 11.                           | Sailboats                           | 4:19                          |
| 12.                           | na iTunes bonus - digitální booklet |                               |

## Okolnosti vzniku alba
An Airplane Carried Me to Bed je prvním dílem Sky Sailing, které Adam Young vydal pod záštitou Universal Republic. Jedná se o studiové album.
„Zítřek je mezníkem. Stěží můžu uvěřit, že už je to tady. Je to rok od vydání Ocean Eyes a já teď sedím u kuchyňského barového pultu, neschopný popsat, jaká podivuhodná jízda těch posledních dvanáct měsíců byla. Nemám slov, abych znázornil to barevné víření vzpomínek, které mi srší před očima, ale úsměv, který mám ve tváři, asi vykresluje dost zřejmý obrázek. Od samého počátku dne nejsem schopný přestat se usmívat. Když mi bylo čtrnáct, můj strýc byl tak hodný, že mi půjčil svou kytaru - starou akustickou kytaru, kterou si koupil v roce 1969. Naučil mě spoustu základních akordů, řekl mi, jak otřít struny po tom, co dohraju. Bylo to, jako by se mi splnil sen. Myslel jsem na to celý den, ze školy běžel jako s větrem o závod, mrštil knihami, úplně zapomněl na složitý úkol do matiky a hrál, až mě bolely prsty. Vytrvale jsem brnkal stejné tři akordy, koupil si ladičku, naučil se pár písní od MxPx a nakonec začal vymýšlet své vlastní kousky. Rodiče mě skoro nemohli od té kytary odtrhnout. Nebyl jsem žádný koncertní muzikant, ale po troškách jsem se učil a nemohl jsem se nabažit toho pocitu... cokoliv to bylo... že hra na zařízení ze dřeva a drátů, mně dodávalo tolik života. Jak je to možné? Netušil jsem, ale čím víc jsem brnkal, tím víc jsem si to zamilovával. Strýc mi půjčil právě tuto kytaru, na kterou jsem hrál o čtrnáct let po tom, co byla tato fotka vyfocena. Pramálo jsem věděl, že to bude ta samá kytara, se kterou napíšu a nahraju album An Airplane Carried Me to Bed. Tak si mě hudba našla... Přestal jsem se skateboardingem, jedno léto sekal trávu, koupil si vlastní kytaru a to byla doba, kdy mi to sepnulo. Najednou jsem věděl, že chci psát, tvořit, představovat si a snít skrze hudbu... Po střední jsem dostal práci - stavit průmyslové odvlhčovače. Bylo to intenzivní. Abych si vychutnal tu trochu času, kterou jsem mezi prací měl, tak jsem napsal a nahrál dvanáct písní. Abych to zkrátil, toto je, co z toho vzniklo. Při pohledu zpět, ani to nemůžu vyjádřit slovy, jak neskutečné to je, mít konečně příležitost vytáhnout tyto zaprášené písně ze sklepa na denní světlo. Nikdy jsem si nemyslel, že by byly něco jiného něž ztracené a zapomenuté. Ale tady jsou a jsou vaše, pokud si je chcete poslechnout. Považuju za velkou poctu mít možnost s vámi sdílet způsob svého vnímání světa. Dovolte mi, abych vám z hloubi duše poděkoval za vaši ochotu naslouchat. Nemám nic než vděčnost a nekonečnou chválu Boha za požehnání, kterého se mi na této cestě dostalo. Je tam spousta písní, které čekají, aby byly zachyceny a zapsány, spousta melodií, čekajících na nahrání a vytištění ve studiu, spousta míst, směrů, žánrů, spoluprací, dokonce celých projektů, které touží po objevení a experimentu. Jak říká Tom Hanks: 'Kdo ví, co příliv přinese?' Opravdu nemám ponětí. Ale bez ohledu na to, budoucnost je slibná a nepochybně vzrušující. Jsem plný závratného očekávání jen při tom pomyšlení. Jmenuju se Adam Young. Hudba je velkou součástí toho, kdo jsem, ale nakonec je to jen to, co dělám. Jsem moonlighter.“
Po vydání byli odměněni ti, kteří se přihlásili k odběru oficiálního e-mail newsletteru, odkazem, kde si mohli zdarma stáhnout jednu ze skladeb jménem „Tennis Elbow“. „Tennis Elbow“ je podobné lehkým, vzdušným elektronickým melodiím Owl City, ale zde je navíc zahrnuta akustická kytara.
Navíc ti, kteří si předobjednali album na iTunes, dostali okamžitě studiovou verzi „Brielle“, a po vydání dostanou zdarma bonusovou skladbu „Flowers of the Field“, která vyšla jako singl. „Brielle je malé městečko na pobřeží New Jersey. Napsal jsem tu píseň po tom, co jsem přečetl Shadow Divers od Roberta Kursona, kde líčí objevení německé lodi z druhé světové války šedesát mil od amerického pobřeží v roce 1991. Píseň popisuje námořníka, který se chystá na dlouhou plavbu a který uvažuje, jestli vůbec kdy znovu uvidí dívku, kterou miluje.“ Pro Brielle vznikl i oficiální videoklip nahraný 28.7.2010 na Vevo a YouTube.
 Na otázku, na který text písně z alba je Adam obzvláště hrdý, odpovídá: „To je složitá otázka. Asi na text k písni 'Sailboats', protože je to první píseň, pro kterou jsem psal text, a chtěl jsem to všechno jaksi říct najednou. Je to pro mě opravdu sentimentální, jako asi první píseň každého umělce, a říká to hodně o tom, kdo jsem byl, když jsem to psal a nahrával.“ 
 „Sailboats“, byla původně nahrána pro Adamův vedlejší projekt jménem Seagull Orchestra. Pro Sky Sailing skladbu znovu nahrál a přeměnil verše. Také název pro celé album „An Airplane Carried Me to Bed“ pochází právě z této písně.

## Singl „Flowers of the Field“
Skladba vyšla jako singl, ale byla také bonusem pro ty, kteří si předobjednali An Airplane Carried Me to Bed". Byla vydána na iTunes 27. června 2010 Adamem Youngem. Napsaná byla někdy mezi roky 2006 a 2007. 

## Tvorba

### Sky Sailing
Adam Young – vocals, keyboards, piano, guitars, bass, drums, programming, producers, engineer, audio mixer

### Další
Steve Bursky – produkce, management
Greg Calbi – mastering
Rob Helmstetter – art direction

## Ocenění
| Žebříček (2010)    | Umístění |
| ------------------ | -------- |
| U.S. Billboard 200 | 30       |